# Ingmar Lindmarker
Ingmar Viktor Johan Lindmarker, född 3 september 1931 i Falun, död 10 juli 2015, var en svensk journalist, utrikeskorrespondent, krönikör, författare och redaktör.

## Biografi
Lindmarker studerade vid Uppsala universitet, där han lärde känna journalistprofilerna Herbert Söderström och Anders Ehnmark. Tillsammans med dessa gav han på 1950-talet ut studenttidningen Ergo, där han även blev redaktör.
Efter att ha tagit fil kand-examen 1954 började han som volontär på Svenska Dagbladet, där han blev fast anställd 1956. Med undantag av tre år på 1970-talet då han var anställd av utrikesdepartementet som pressråd vid ambassaden i Washington så blev han kvar på SvD fram till sin pensionering 1995. På tidningen var han bland annat utrikeskorrespondent i först Moskva, sedan New York och därefter London.
Tillsammans med Ingemar Lindahl skrev han biografin Envoyén från Eslöv (1996) om diplomaten Lars-Åke Nilsson. Lindmarker var också medförfattare till boken Bohuslän – Bohusläns Gille i Stockholm 100 år samt ytterligare ett antal böcker.
Boken Minnet av en far beskrivs av Bertil Torekull som ett gripande porträtt av Lindmarkers föräldrar med föredömligt djupgrävande författeri.

### Familj
Ingmar Lindmarker var ett av tre barn till entreprenören Axel F Lindmarker (1893–1957), som med Grand Hotel i Falun som bas byggde upp en omfattande hotell- och fastighetsrörelse och grundade Axel F och Vilna Lindmarkers Stiftelse. Tillsammans med hustrun Birgitta fick han fyra döttrar, däribland journalisten Anna Lindmarker (född 1961).